# Olair Francisco
Olair Francisco (Petrolina de Goiás, 1 de junho de 1968) é um empresário e político brasileiro. Integrou a Câmara Legislativa do Distrito Federal de 2011 a 2015, durante a sétima legislatura.

## Biografia
Francisco se tornou morador de Brasília ainda durante a infância. Na capital federal, trabalhou em uma banca de calçados e bolsas e, em 1994, abriu sua própria loja. O empreendimento cresceu e, em 2011, contava com cinquenta lojas, quatro atacados de distribuição e uma fábrica própria.
Filiado ao Partido Trabalhista do Brasil (PTdoB), Francisco foi eleito em 2010 deputado distrital para seu primeiro mandato, com 12.477 votos.
Em 2014, Francisco afirmou que desejava ser candidato ao Senado Federal. Eventualmente optou por se candidatar à Câmara dos Deputados. No entanto, desistiu da candidatura para dedicar-se aos seus negócios.
Em 2018, Francisco migrou para o Progressistas (PP) e pela legenda concorreu a deputado federal. Foi o décimo quinto candidato mais votado para o cargo naquela eleição, com 20.268 votos, o que contudo não foi suficiente para ser eleito.